# 姚光
姚 光（よう こう、? - 121年）は、後漢の玄菟太守。

## 人物
後漢の光武帝の建武8年（32年）、高句麗の大武神王は、使者を派遣して後漢に朝貢し、その時、はじめて王と称した。殤帝・安帝の時代（105年から125年）になると、高句麗の太祖大王は、たびたび遼東に侵攻したため、後漢はあらためて高句麗を玄菟郡に属させた。遼東太守の蔡風と玄菟太守の姚光は、太祖大王が遼東と玄菟の二郡に対して害をなすため、軍隊を派遣して討伐しようとした。しかし太祖大王は偽って降伏し、和議を要請したため、二郡は進軍しなかった。それに対して太祖大王は、軍を派遣して玄菟を攻撃させ、候城を焼き、遼隧（現在の遼寧省鞍山市海城市）に侵入し、役人や民を殺し、遼東を侵犯した。